# ERTICO
ERTICO – ITS Europe, die „European Road Transport Telematics Implementation Coordination Organisation-Intelligent Transport Systems & Services Europe“ (deutsch Europäische Koordinations-Organisation für die Einführung von Telematik bei Transportsystemen und -Dienstleistungen in Europa) ist ein Unternehmen für Forschungs-Dienstleistungen.

## Geschichte
Das Unternehmen wurde 1992 in Brüssel auf Initiative führender Mitglieder der Europäischen Kommission, Transportministerien und der europäischen Industrie gegründet. Seit seiner Gründung hat ERTICO-ITS in Europa eine führende Rolle bei Entwicklung von Standards im Transportwesen eingenommen.
Insbesondere bei
- TMC Standards
- dem offenen Regelwerk für Telematik-Dienstleistungen
- Entwicklung von Systemen für vorbeugende Sicherheit
- Rahmenbedingungen für interoperable Mautsysteme in Europa
- Weltweiter Einführung von ITS zusammen mit ITS Amerika und ITS Japan.[3]

## Tätigkeit
ERTICO - ITS Europe hat von der European Automotive Telecom Alliance das Mandat erhalten, die Arbeit der etwa 38 Mitgliedsfirmen zu koordinieren. Dies sind
- Mobilfunkanbieter: Deutsche Telekom, KPN, Orange, Play, Post Luxembourg, Proximus, Vodafone, Telefonica, Telecom Italia, Telenor
- Hardwarehersteller: Nokia, Huawei, Ericsson
- Fahrzeughersteller: BMW, DAF, Daimler, Fiat Chrysler, Ford, Hyundai, Iveco, Jaguar, Land Rover, Groupe PSA (mit den Marken Citroën, DS, Opel, Peugeot und Vauxhall), Renault, Toyota, Volkswagen Group, Volvo Cars und Volvo Group sowie
- Automobilzulieferer: Autoliv, Bosch, Continental, Denso, Delphi, Hella, Valeo[4]

Zweite Aufgabe von ERTICO ist die Öffentlichkeitsarbeit, hierbei wirkt ERTICO bei der Organisation von Kongressen, wie dem jährlich stattfindenden World Congress on Intelligent Transport Systems, kurz ITS World Congress, mit.
Dritte Aufgabe ist die Schirmherrschaft bei der Erarbeitung neuer Standards im Rahmen des ERTICO Telematics Forum wie die Verschmelzung der GATS (Global Automotive Telematics Standard) und ACP (Application Communication Protocol), die 2003 zum neuen XML-basierenden GTP (Global Telematics Protocol) führten.